# PubPeer
PubPeer je webová stránka, která svým uživatelům umožňuje diskutovat a komentovat vědecké publikace.
Jedná se o jeden z mnoha serverů, jež umožňují tzv. popublikační peer review (recenzování). Činnost jeho uživatelů vedla k upozornění na chyby v celé řadě uznávaných vědeckých článků, což v některých případech skončilo až jejich stažením (retrakcí) a k obviněním z vědeckého podvodu.
Někteří uživatelé PubPeeru byli obviněni z urážky na cti; z tohoto důvodu jsou uživatelé povinni při komentování publikací vycházet jen z veřejně dostupných zdrojů, aby si je mohl kdokoliv ověřit.